# Ophiorrhiza
- Commons
- Wikispecies

Ophiorrhiza L.é um género botânico pertencente à família Rubiaceae.

## Sinonímia
- Mitreola Boehm.
- Mungos Adans.
- Notodontia Pierre ex Pit.

## Espécies
- Ophiorrhiza deflexa
- Ophiorrhiza mungos
- Ophiorrhiza rufa
- Ophiorrhiza seriata
- Ophiorrhiza subcapitata
- Ophiorrhiza thomsoni
- Ophiorrhiza tomentosa
- Ophiorrhiza wallichii
- Ophiorrhiza zambalensis
- Lista completa

## Classificação do gênero
| Sistema | Classificação                      | Referência               |
| ------- | ---------------------------------- | ------------------------ |
| Linné   | Classe Pentandria, ordem Monogynia | Species plantarum (1753) |